# Prvenstvo Jugoslavije u nogometu 1923.

Sezona Državnog prvenstva 1923. bila je prva sezona nacionalnog nogometnog natjecanja u Kraljevini SHS. Nije organizirano kao tradicionalna liga, već kao kup. Pobijedio je  zagrebački Građanski, a najviše pogodaka postigao je Dragan Jovanović iz beogradske Jugoslavije, koji je postigao 4 pogotka.
Prvo državno prvenstvo odigrano je u formatu kupa. Nakon nekoliko pokušaja, ali ne finaliziranja samog kraja državne lige, konačno je, četiri godine nakon formiranja JNS-a, odigrano državno prvenstvo. Ni sam početak ovog prvog državnog prvenstva nije prošao bez trvenja. Naime, prema ranije utvrđenom pravilu u završnicu su se trebali plasirati pobjednici podsaveza. Zagrebački podsavez je svoju sezonu započeo kasno jer je prethodna sezona 1921./22. završena tek u siječnju iste godine. Tek u proljeće 1923. odigrana je skraćena sezona, pa je prvotno najavljeno da će zbog odgode završetka tekuće sezone predstavnik ZNP-a biti pobjednik prethodne sezone – HAŠK iz Zagreba. Problema je bilo i sa Subotičkim podsavezom jer je nakon prvenstva SAND zapravo bio prvi na tablici. No, Bačka se žalila Upravnom odboru podsaveza, pa su isti utvrdili da je SAND protiv Bačke igrao s dva krivo verificirana igrača (Ede Krausz iz Segedina i Stern iz Broda). JNS je potvrdio odluku Subotičkog podsaveza i dodijelio titulu Bačkoj pritom penalizirajući SAND. Na kraju, prema propozicijama, pobjednici podsaveza u sastavu JNS plasirali su se u završni dio prvog državnog prvenstva.

## Sudionici
Pravo sudjelovanja izborili su:
| Prvenstvo podsaveza | Prvak                                          |
| ------------------- | ---------------------------------------------- |
| Zagreb 1923.        | 1. hrvatski građanski športski klub iz Zagreba |
| Beograd 1922./23.   | SK Jugoslavija iz Beograda                     |
| Split 1922./23.     | ŠK Hajduk iz Splita                            |
| Subotica 1922./23.  | AD Bačka iz Subotice                           |
| Ljubljana 1922./23. | SK Ilirija iz Ljubljane                        |
| Sarajevo 1922./23.  | SAŠK iz Sarajeva                               |

U završnoj fazi prvog državnog nogometnog prvenstva sudjelovali su samo prvaci pojedinih nogometnih podsaveza, kojih je tada u Kraljevini SHS bilo šest (Beograd, Zagreb, Ljubljana, Split, Sarajevo i Subotica). Turnir se igrao u nokaut formatu, pri čemu su suparnici igrali u samo jednom susretu.

## Natjecanje
| Gdje      | Prva momčad                               |                      | Druga momčad         |              |
|           | Četvrtzavršnica                           | Četvrtzavršnica      | Četvrtzavršnica      | 2. 9. 1923.  |
| --------- | ----------------------------------------- | -------------------- | -------------------- | ------------ |
| Ljubljana | Ilirija                                   | –                    | Građanski            | 1:2          |
| Beograd   | Jugoslavija                               | –                    | Bačka                | 2:1          |
| Sarajevo  | SAŠK                                      | –                    | Hajduk               | 4:3          |
|           | Poluzavršnica                             | Poluzavršnica        | Poluzavršnica        | 23. 9. 1923. |
| Sarajevo  | SAŠK                                      | –                    | Jugoslavija          | 4:3          |
|           | Građanski (ždrijebom izravno u završnicu) |                      |                      |              |
|           | Završnica                                 | Završnica            | Završnica            | 30. 9. 1923. |
| Zagreb    | Građanski                                 | –                    | SAŠK                 | 1:1 (prod.)  |
|           | Ponovljena završnica                      | Ponovljena završnica | Ponovljena završnica | 1. 10. 1923. |
| Zagreb    | Građanski                                 | –                    | SAŠK                 | 4:2          |

### Četvrtzavršnica
| 2. rujna 1923.       |             |                |                                                                                    |
| Jugoslavija Beograd  | 2:1         | Bačka Subotica | Stadion SK Jugoslavija, Beograd Broj gledatelja: 3000 Sudac: Ernest Fabris, Zagreb |
| D. Jovanović 9', 13' | (izvještaj) | 73' Šefčić     | Stadion SK Jugoslavija, Beograd Broj gledatelja: 3000 Sudac: Ernest Fabris, Zagreb |

| 2. rujna 1923.                                            |             |                                       |                                                                                     |
| SAŠK Sarajevo                                             | 4:3         | Hajduk Split                          | Igralište na Kovačićima, Sarajevo Broj gledatelja: 3500 Sudac: Janko Justin, Zagreb |
| Jakupec 39' Plaček 60' (pen) F. Götz 73' Bonačić 76' (ag) | (izvještaj) | 5' Machiedo 13' (ag) Štebl 33' Bohata | Igralište na Kovačićima, Sarajevo Broj gledatelja: 3500 Sudac: Janko Justin, Zagreb |

Hajduk je vodio 3:0 nakon 40 minuta, no u drugom poluvremenu sudac je donio nekoliko dvojbenih odluka, prvo je dosudio dvojben jedanaesterac, a onda nije sankcionirao igranje rukom kada je SAŠK postigao gol. U jednom izvještaju stoji da je taj gol zabio Ferry Götz, a u drugom sutradan Felver. Hajduk je utakmicu završio s igračem manje jer je crveni karton dobio Mirko Bonačić koji je iz ljutnje zabio autogol. Tajnu je definitivno otkrio list "Jugoslavenski sport", koji kaže da je Felver zaustavio loptu rukom i dodao je Ferryju Götzu, koji ju je pospremio u gol. Jugoslavenski sport također u opširnom izvješću navodi da je drugi pogodak stigao nakon kornera Hajduka, kada je Štebl postigao neobranjiv autogol! Neki drugi izvori, poput Hajdukovih stranica, ali i necitiranih knjiga, navode da je to bio cilj Mihovila Boročića Kurira.

U izvješću g. Ogorelice iz JNS-a koju su tražili Splićani, piše da „U 28. minutu (pr. drugog poluvremena) tjera Felver loptu, back Hajduka ga u tome spriječava, ovaj predaje loptu Jakupecu koji štopa i hvata loptu na tako vidljiv način rukom, da je cijela obrana Hajduka stala na zvižduk suca, koji istodobno pošto je Gotz zahvatio i gurnuo loptu u mrežu odzviždi na zaprepašćenje i čuđenje sviju 3. gol” – Novo Doba, Split, broj 206, 9. 7. 1923., str. 3.
| 2. rujna 1923.    |             |                  |                                                                                      |
| Ilirija Ljubljana | 1:2         | Građanski Zagreb | Igralište SK Ilirije, Ljubljana Broj gledatelja: 2500 Sudac: Andrija Mažić, Subotica |
| Učak 65'          | (izvještaj) | 39' 89' Pasinek  | Igralište SK Ilirije, Ljubljana Broj gledatelja: 2500 Sudac: Andrija Mažić, Subotica |

### Poluzavršnica
| 23. rujna 1923.                               |             |                                      |                                                                                    |
| SAŠK Sarajevo                                 | 4:3         | Jugoslavija Beograd                  | Igralište na Kovačićima, Sarajevo Broj gledatelja: 5000 Sudac: Vilko Brkić, Zagreb |
| Plaček 41' F. Götz 43' Felver 72' Jakupec 85' | (izvještaj) | 52' Đurić 57' 69' (pen) D. Jovanović | Igralište na Kovačićima, Sarajevo Broj gledatelja: 5000 Sudac: Vilko Brkić, Zagreb |

### Završnica
| 30. rujna 1923.  |             |               |                                                                                    |
| Građanski Zagreb | 1:1 (prod.) | SAŠK Sarajevo | Igralište Concordije, Zagreb Broj gledatelja: 6000 Sudac: Miklós Csillag, Subotica |
| Pasinek 34'      | (izvještaj) | 86' Montl     | Igralište Concordije, Zagreb Broj gledatelja: 6000 Sudac: Miklós Csillag, Subotica |

Zbog izjednačenog rezultata sutradan se igrala još jedna utakmica jer se isti dan nije moglo igrati s produžecima. Igrali su se produžeci, ali su prekinuti u 12. minuti zbog mraka. Sljedeći dan igralo se preostalih 18 minuta, bilo je 0:0, a kako ponovno nije bilo pobjednika, odlučeno je da se nova utakmica igra isti dan u 18 sati. Budući da je SAŠK stigao s 11 igrača, oba su dana igrali s istim sastavima, a trener Građanskog odlučio je zamijeniti Pejnovića i uvesti Perška. Produžetak je sudio Vilko Brkić iz Zagreba.
| 1. listopada 1923. 18:00                     |             |                |                                                                              |
| Građanski Zagreb                             | 4:2         | SAŠK Sarajevo  | Igralište Concordije, Zagreb Broj gledatelja: 6000 Sudac: Adolf Pick, Zagreb |
| Mantler 31' (pen) 40' Perška 42' V. Götz 48' | (izvještaj) | 35' 54' Felver | Igralište Concordije, Zagreb Broj gledatelja: 6000 Sudac: Adolf Pick, Zagreb |

U novinama "Jugoslavenski sport" za 4. gol Građanskog piše da je nakon kornera Babića Pavleković gurnuo loptu u gol, dok se u nekim drugim izvješćima spominje Viki Götz.

## Prvaci
Građanski (trener: Arthur Gaskell)
- Dragutin Vrđuka
- Fritz Ferderber
- Gustav Remec
- Jaroslav Šifer
- Dragutin Vragović
- Rudolf Rupec
- Rudolf Hitrec
- Dragutin Babić
- Stjepan Pasinek
- Antun Pavleković
- Franjo Mantler
- Emil Perška
- Bela Šefer
- Slavin Cindrić

## Statistika

### Ljestvica strijelaca
| Pl. | Ime              | Klub                  | Broj pogodaka |
| --- | ---------------- | --------------------- | ------------- |
| 1.  | Dragan Jovanović | Jugoslavija (Beograd) | 4             |
| 2.  | Stjepan Pasinek  | Građanski (Zagreb)    | 3             |
| 2.  | Anton Felver     | SAŠK (Sarajevo)       | 3             |
| 4.  | Franz Mantler    | Građanski (Zagreb)    | 2             |
| 4.  | Josip Plaček     | SAŠK (Sarajevo)       | 2             |
| 4.  | Karlo Jakupec    | SAŠK (Sarajevo)       | 2             |
| 4.  | Ferdinand Götz   | SAŠK (Sarajevo)       | 2             |

### Klubovi
Pojašnjenje: Ime i prezime igrača (broj nastupa u sezoni/broj golova u sezoni). Igrači su poredani prema poziciji u momčadi od golmana do napadača, a potom i po broju nastupa.
- Građanski (Zagreb)

Trener: Arthur Gaskell (Engleska)

Dragutin Vrđuka 3/0, Franjo Ferderber 3/0, Jaroslav Schiffer 3/0, Dragutin Vragović 3/0, Viktor Götz 3/1, Rudolf Rupec 3/0, Antun Pavleković 3/0, Stjepan Pasinek 3/3, Dragutin Babić 3/0, Franz Mantler 3/2, Emanuel Perška 2/1, Dušan Pejnović 1/0
- SAŠK (Sarajevo)

Trener: Ferdinand Götz (Austrija)

Josip Dvoržak 3/0, Berislav Dizdarević 1/0, Franjo Štebl 4/0, Nedžad Sulejmanpašić 4/0, Dušan Gavrilović 4/0, Josip Plaček 4/2, Vilim Zelebor 4/0, Pero Montl 4/1, Ferdinand Götz 4/2, Karlo Jakupec 4/2, Anton Felver 4/3, Hugo Beck 4/0
- Jugoslavija (Beograd)

Trener: Danilo Stojanović "Čika Dača"

Rodoljub Malenčić 2/0, Petar Radojković 2/0, Milutin Ivković 1/0, Jovan Cvetković 1/0, Svetislav Marković 2/0, Mihailo Jovanović 1/0, Miloš Martić 1/0, Stevan Luburić 2/0, Dragan Jovanović 2/4, Jovan Ružić 2/0, Dušan Petković 2/0, Damjan Đurić 2/1, Alois Machek 1/0, Mihajlo Načević 1/0
- Hajduk (Split)

Trener: Luka Kaliterna 

Marin Brajević 1/0, Jaroslav Bohata 1/1, Božidar Šitić 1/0, Mirko Bonačić 1/0, Petar Dujmović 1/0, Mihovil Borovčić Kurir 1/0, Ernest Höckmann 1/0, Mirko Mihaljević 1/0, Mirko Machiedo 1/1, Ante Kesić 1/0, Vinko Radić 1/0
- Bačka (Subotica)

Trener: Aleksandar Perl

Béla Virág 1/0, Koloman Gubić 1/0, Andrija Kujundžić 1/0, Marko Vukov 1/0, Géza Copko 1/0, Grga Šefčić 1/1, Matija Šarčević 1/0, Martin Poljaković 1/0, Željko Šlezak 1/0, Josip Kikić 1/0, Remija Marcikić 1/0
- Ilirija (Ljubljana)

Trener: Rihard Negovetič

Matej Miklavčič 1/0, Hugo Beltram 1/0, Vekoslav Dolinar 1/0, Stanko Tavčar 1/0, Slavko Pretnar 1/0, Ladislav Zupančič 1/0, Franc Učak 1/1, Mirko Pevalek 1/0, Ivan Zupančič 1/0, Ljubo Vidmajer 1/0, Oto Oman 1/0

## Vanjske poveznice
- RSSSF: Yugoslavia List of Topscorers
- RSSSF: Yugoslavia List of Final Tables
- RSSSF: sezona 1922./23.
- exyufudbal: Državno prvenstvo 1923.
- exyufudbal: Podsavezna prvenstva: 1922./23.
- fsgzrenjanin: SISTEM TAKMIČENJA U KRALJEVINI SHS
- claudionicoletti: KINGDOM OF SLOVENES, CROATES AND SERBS 1920-1925